# Emil Hába
Emil Hába, batejat Emil František (Vizovice (regió de Zlín,), 21 de maig, 1900 - Uherský Brod (regió de Zlín), 12 de febrer, 1982), va ser un compositor i professor de música.

## Biografia
Provenia d'una família de teixidors. Cap dels seus avantpassats es va dedicar a la música, però ell i els seus cosins, Alois i Karel, van destacar en la música. Ja en la seva joventut i com a intèrpret autodidacte, tocava l'harmònium, el violí i l'orgue. Als setze anys, va ser admès a l'escola d'orgue de Brno, el director de la qual era en aquell moment Leoš Janáček. Va estudiar entonació, harmonia i teoria musical amb Janáček. A Treglera va estudiar orgue i cant, piano amb el professor Syrůček. Després d'acabar l'escola, es va convertir en pianista i regenschoir amb el comte Dubský a Lysice, prop de Boskovice.
Durant els anys 1920–1921, va realitzar el servei militar bàsic amb la banda de música del regiment. A més del violí, també tocava la trompeta i la trompa. Després del servei militar, esdevingué organista i director del cor d'Uherské Brod. A més, va ensenyar música al gimnàs real local. Va romandre en aquesta feina durant 33 anys. A més, també va ensenyar de manera privada i va formar una sèrie d'excel·lents músics.
L'any 1925 es va casar amb la violinista Drahomíra Vesela. El 1926, es va convertir en membre fundador de l'Associació de Música Dvořák a Uherskobrod. Aquí va construir una excel·lent orquestra simfònica, amb la qual va presentar les obres d'importants compositors nacionals i mundials de la regió de Moràvia del Sud. No obstant això, a tota l'aleshores República Txecoslovaca, era conegut principalment com un excel·lent organista. Durant la seva vida va fer més de 200 concerts d'orgue públic.
A més de fer concerts a l'orgue, també n'era un expert. Va treballar durant 45 anys per a la companyia d'orgues txeca més gran, Rieger–Krnov, com a titular del certificat. Durant aquest temps, va aprovar 160 dels seus instruments a tot el país.
Va tenir un gran mèrit en el desenvolupament de la música de vent. Va ser membre de comissions artístiques, va assistir a concursos de música de vent i va participar en l'organització dels festivals de música de vent d'Eslovac, que es van celebrar a Uherské Brod des de 1970. L'any 1975 va dirigir la darrera actuació de música de vent combinada en aquest festival, que va comptar amb 300 intèrprets.

## Treball
Va compondre un centenar de peces de música eclesiàstica i profana. Sobretot eren peces d'orgue, cançons, cors orquestrals, adaptacions de cançons populars eslovaques i nadales. També va escriure tres misses en llatí i quatre txeques. De les seves obres, per exemple, es coneixen els cors d'homes basats en les paraules de Jan Neruda Motius simples, el cor "Bílá paní", cançons i melodrames "Prosba dïtěte, Na stěžni s vlajkou" (1934), "Winter Ballad" (1934), la cantata "Máj". També és autor de diverses composicions de cambra (quartet per a flauta, violí, viola i violoncel, suite per a quintet de vent, nonet). Entre les composicions més grans, es coneixen la pintura simfònica Sota els Carpats blancs o la cantata de Nadal per a solos, cor i orgue (1957). També va escriure ocasionalment música per a drames i per a exercicis d'àguila.
Tot el seu patrimoni musical està emmagatzemat a l'Institut d'Història de la Música del Museu de Moràvia de Brno.